# Madalum
Madalum (Bayan ng Madalum) är en kommun i Filippinerna. Kommunen ligger på ön Mindanao, och tillhör provinsen Lanao del Sur. Folkmängden uppgår till 18 405 invånare.

## Barangayer
Madalum är indelat i 37 barangayer.
| - Abaga - Bagoaingud - Basak - Bato - Bubong - Kormatan - Dandamun - Diampaca - Dibarosan - Delausan - Gadongan - Gurain - Cabasaran | - Cadayonan - Liangan I - Lilitun - Linao - Linuk - Madaya - Pagayawan - Poblacion - Punud - Raya - Riray - Sabanding | - Salongabanding - Sugod - Tamporong - Tongantongan - Udangun - Liangan - Lumbac - Paridi-Kalimodan - Racotan - Bacayawan - Padian Torogan I - Sogod Koloy |